# Salamine
Salamine ist ein historischer, einfarbiger, in verschiedenen Farben gefertigter Seidenstoff und gehört zu den Armüren. Charakteristisch ist das durch eine besondere Webart begründete Schillern des Stoffes.

## Webart
Beim Weben werden die mehrfachen Kettfäden aus tiefschwarzer Seide in Atlasbindung mit doppelten farbigen Seidenfäden durchschossen. Hierdurch entsteht auf der rechten Seite des Stoffes ein feines Muster aus diagonal verlaufenden Noppen.